# Niemcza (gemeente)

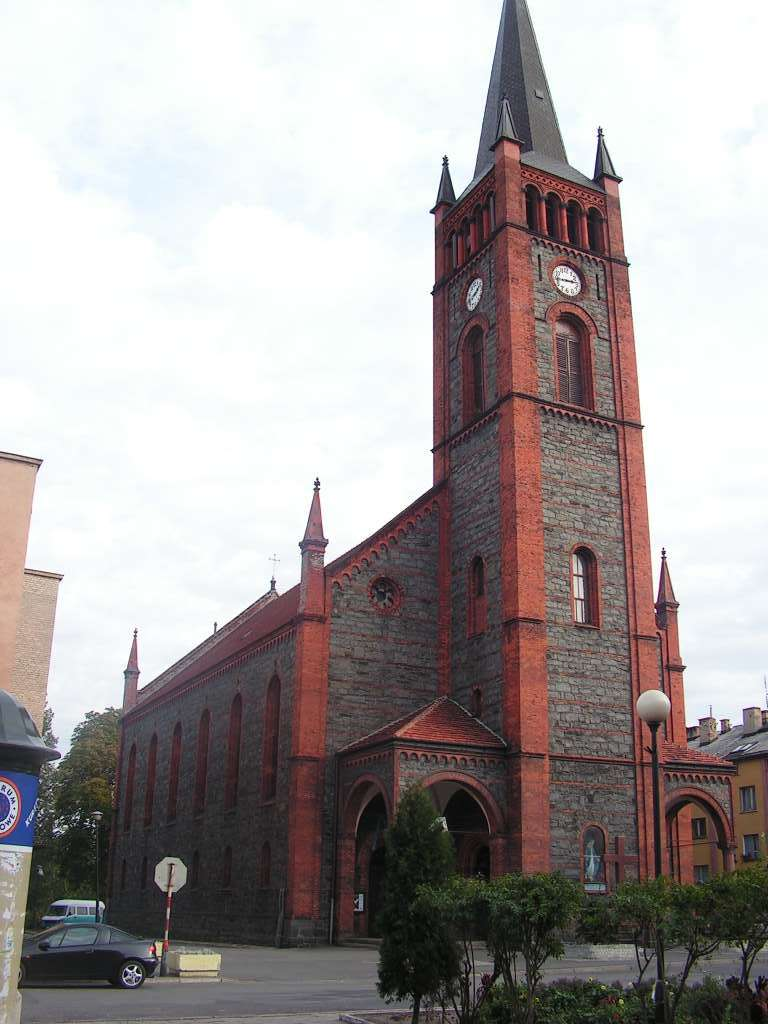
Kerk van Niemcza

De gemeente Niemcza is een stad- en landgemeente in de Poolse woiwodschap Neder-Silezië, in powiat Dzierżoniowski.
De zetel van de gemeente is in Niemcza.
Op 30 juni 2004 telde de gemeente 6113 inwoners.

## Oppervlakte gegevens
In 2002 bedroeg de totale oppervlakte van gemeente Niemcza 72,07 km², waarvan:
- agrarisch gebied: 70%
- bossen: 21%

De gemeente beslaat 15,05% van de totale oppervlakte van de powiat.

## Demografie
Stand op 30 juni 2004:
| Omschrijving                   | Totaal | Totaal | Vrouwen | Vrouwen | Mannen | Mannen |
| ------------------------------ | ------ | ------ | ------- | ------- | ------ | ------ |
| eenheid                        | aantal | %      | aantal  | %       | aantal | %      |
| inwoners                       | 6113   | 100    | 3173    | 51,9    | 2940   | 48,1   |
| bevolkingsdichtheid (inw./km²) | 84,8   | 84,8   | 44      | 44      | 40,8   | 40,8   |

In 2002 bedroeg het gemiddelde inkomen per inwoner 1220,09 zł.

## Plaatsen
Chwalęcin, Gilów, Gola Dzierżoniowska, Kietlin, Ligota Mała, Nowa Wieś Niemczańska, Podlesie, Przerzeczyn-Zdrój, Ruszkowice, Wilków Wielki, Wojsławice.

## Aangrenzende gemeenten
Ciepłowody, Dzierżoniów, Kondratowice, Łagiewniki, Piława Górna, Ząbkowice Śląskie